# ستيفن بورن (مؤرخ)
ستيفن بورن (بالإنجليزية: Stephen Bourne)‏ هو مؤرخ وكاتب بريطاني، ولد في 31 أكتوبر 1957 في Camberwell ‏ في المملكة المتحدة.

## وصلات خارجية
- ستيفن بورن على موقع IMDb (الإنجليزية)
- ستيفن بورن على موقع قاعدة بيانات الفيلم (الإنجليزية)